# Jonathan Mayhew Wainwright IV
Jonathan Mayhew "Skinny" Wainwright IV (Fort Walla Walla, 23 agosto 1883 – San Antonio, 2 settembre 1953) è stato un generale statunitense.
Amico del generale Douglas MacArthur, Wainwright è famoso per essere stato il comandante delle forze alleate nelle Filippine quando queste furono invase dall'esercito giapponese, a seguito dell'invasione le forze alleate dopo aver combattuto per circa sei mesi furono costrette ad arrendersi, quindi Wainwright fu preso prigioniero dai giapponesi. Dimagrito e provato dalla lunga prigionia partecipò sulla corazzata Missouri alla resa incondizionata del Giappone il 2 settembre 1945. In seguito venne insignito della Medal of Honor.